# Mário Sérgio
Mário Sérgio Pontes de Paiva (Río de Janeiro, Brasil; 7 de septiembre de 1950-La Unión, Colombia; 28 de noviembre de 2016) más conocido como Mário Sérgio, fue un futbolista y entrenador brasileño. Debutó profesionalmente con Flamengo y fue integrante del seleccionado de su país.

## Carrera
Futbolista de gran habilidad, Mário Sérgio adquirió esta veta merced a practicar futsal durante su adolescencia; recibió el apodo de Bizco a causa de una jugada que años más tarde identificó a Ronaldinho: mirar hacia un lado y lanzar el pase hacia el otro.
Sus primeros pasos fueron exitosos, al alzarse con la Taça Guanabara en 1970 jugando para Flamengo; pero desavenencias con el entrenador Yustrich desembocaron en su traspaso a Vitória de Bahía. En este club logró grandes actuaciones durante cuatro temporadas, erigiéndose en ídolo del club, logrando el título del Campeonato Baiano en 1972.
Retornó al fútbol carioca para mediados de la década de 1970, continuando con su cosecha de títulos y buenos rendimientos. Obtuvo el Campeonato Carioca en 1975 y 1976 y la Taça Guanabara 1975 con Fluminense, mientras que en 1977 se coronó en el Torneo de Início con Botafogo.
En 1979 emigró al fútbol argentino para jugar en Rosario Central; su debut se produjo en la victoria de su equipo ante Estudiantes de La Plata por 3-1, sucedida en cotejo disputado el 10 de mayo, válido por la undécima fecha del Metropolitano. Mário Sérgio ingresó a los 14 minutos del segundo tiempo en reemplazo de Rubén Alberto Díaz; siete días más tarde repitió su ingreso por Díaz en la derrota frente a Colón 1-0. El brasileño no logró amoldarse a las pretensiones de juego del entrenador Ángel Tulio Zof, quien comenzaba a gestar el conjunto canalla denominado La Sinfónica, que obtendría el Campeonato Nacional en 1980, por lo que su paso por Rosario fue breve.  Aun así, tuvo mayor participación en el torneo de carácter amistoso llevado a cabo en el Gigante de Arroyito denominado Semana de Mayo, en el cual Mário Sérgio fue titular en la victoria 3-0 en el partido semifinal ante SS Lazio de Italia, e ingresó desde el banco en el triunfo final ante Grêmio de Brasil 4-1, el 27 de mayo.
Nuevamente en Brasil, fue campeón del Campeonato Brasileño de Serie A en 1979; sumó también el título del Campeonato Gaúcho en 1981. A partir de este último año comenzó a ser convocado a la Selección de Brasil; también pasó a São Paulo, con el que conquistó el Campeonato Paulista. Luego de jugar en Ponte Preta, fue contratado a fines de 1983 por Grêmio para disputar la Copa Intercontinental, a pedido del entrenador Valdir Espinosa, quien lo consideró importante por su juego desiquilibrante para enfrentar a los alemanes de Hamburgo. Mário Sérgio se destacó imponiendo el ritmo de juego, colaborando en la victoria de su equipo por 2-1, coronándose como campeón mundial de clubes.
Retornó a Inter para 1984; el hecho de haber jugado recientemente en el clásico rival Grêmio, hizo pensar al jugador en una posible reprobación por parte de los aficionados de uno u otro equipo, pero en su primer Gre-Nal de esta etapa, acabó siendo ovacionado por ambas hinchadas. Tras un nuevo título en el Gaúcho y la obtención del Trofeo Heleno Nunes, prosiguió su carrera en Palmeiras (1984-1985), Botafogo de Ribeirão Preto (1986) y AC Bellinzona de Suiza (1986), cerrando su carrera en Esporte Clube Bahia en 1987. Recibió cuatro veces el premio Bola de Plata, galardón otorgado por la revista brasileña Placar a los futbolistas que componen el once ideal de cada temporada del fútbol de aquel país. Mário Sérgio lo obtuvo en 1973, 1974, 1980 y 1981; en las dos primeras ocasiones siendo jugador de Vitória, mientras que en las dos restantes vistiendo la casaca de Inter. En 2010 fue incluido en el libro Los cien mejores futbolistas brasileños de todos los tiempos, autoría de Paulo Coelho y André Kfouri.

### Controversia
En 1985, en el Palmeiras, Mario fue sorprendido en un control antidopaje. Aparecieron restos de cocaína en su orina. Mario negó haberla consumido y habló de un supuesto montaje.
Dunga concedió entrevistas a la prensa afirmando que Mário Sérgio ofrecía «bolitas» a los jugadores del Internacional en los años 80.
En 2018, el jugador admitió que se había dopado a lo largo de su carrera: «En mi época, era algo habitual».

### Carrera como entrenador
Apenas retirado de la actividad como futbolista, inició su carrera como entrenador, llevando a cabo ciclos de corta y mediana duración en clubes como Vitória (1987 y 2001), Corinthians (1993), São Paulo (1998), Atlético Paranaense (2001, 2003-2004 y 2008), São Caetano (2001-2002), Atlético Mineiro (2004), Figueirense (2007 y 2008), Botafogo (2007), Associação Portuguesa de Desportos (2009), Internacional (2009) y Ceará (2010). Se destaca el subcampeonato obtenido en la Copa de Brasil 2007 con Figueirense.

### Desarrollo como comentarista deportivo
Comenzó a desempeñarse en tal función durante los años 1990, trabajando para TV Bandeirantes. En 2012 fue contratado por Fox Sports Brasil.

### Fallecimiento
Mário Sérgio falleció trágicamente en el accidente aéreo del club de fútbol brasileño Chapecoense en la noche del 28 de noviembre de 2016; el hecho ocurrió en Cerro Gordo (La Unión, Colombia) cuando el avión de la Aero Comercial LaMia que transportaba a gran parte del plantel, periodistas gráficos y televisivos, se estrelló a 17 kilómetros de la pista principal del Aeropuerto José María Córdova.

## Clubes

### Como futbolista
| Club                       | País      | Año       |
| -------------------------- | --------- | --------- |
| Flamengo                   | Brasil    | 1969-1971 |
| Vitória                    | Brasil    | 1971-1975 |
| Fluminense                 | Brasil    | 1975-1976 |
| Botafogo                   | Brasil    | 1976-1978 |
| Rosario Central            | Argentina | 1979      |
| Internacional              | Brasil    | 1979-1981 |
| São Paulo                  | Brasil    | 1981-1982 |
| Ponte Preta                | Brasil    | 1982-1983 |
| Grêmio                     | Brasil    | 1983      |
| Internacional              | Brasil    | 1984      |
| Palmeiras                  | Brasil    | 1984-1985 |
| Botafogo de Ribeirão Preto | Brasil    | 1986      |
| Bellinzona                 | Suiza     | 1986      |
| Bahia                      | Brasil    | 1987      |

### Como entrenador
| Club                 | País   | Año       |
| -------------------- | ------ | --------- |
| Vitória              | Brasil | 1987      |
| Corinthians          | Brasil | 1993-1995 |
| São Paulo            | Brasil | 1998      |
| Vitória              | Brasil | 2001      |
| Athletico Paranaense | Brasil | 2001      |
| São Caetano          | Brasil | 2002-2003 |
| Athletico Paranaense | Brasil | 2003-2004 |
| Atlético Mineiro     | Brasil | 2004      |
| Figueirense          | Brasil | 2007      |
| Botafogo             | Brasil | 2007      |
| Athletico Paranaense | Brasil | 2008      |
| Figueirense          | Brasil | 2008      |
| Portuguesa           | Brasil | 2009      |
| Internacional        | Brasil | 2009      |
| Ceará                | Brasil | 2010      |

## Selección nacional
Disputó ocho encuentros entre 1981 y 1985, todos cotejos amistosos, sin marcar goles.

### Participaciones en la Selección
| Instancia | Fecha      | Estadio                          | Rival               | Resultado |
| --------- | ---------- | -------------------------------- | ------------------- | --------- |
| Amistoso  | 24-09-1981 | Rei Pelé, Maceió                 | Irlanda             | 6-0       |
| Amistoso  | 28-10-1981 | Olímpico, Porto Alegre           | Bulgaria            | 3-0       |
| Amistoso  | 26-10-1982 | Presidente Castelo Branco, Natal | Alemania Oriental   | 3-1       |
| Amistoso  | 03-03-1982 | Morumbi, São Paulo               | Checoslovaquia      | 1-1       |
| Amistoso  | 21-03-1982 | Maracaná, Río de Janeiro         | Alemania Occidental | 1-0       |
| Amistoso  | 28-04-1985 | Mané Garrincha, Brasilia         | Perú                | 0-1       |
| Amistoso  | 05-05-1985 | Fonte Nova, Bahía                | Argentina           | 2-1       |
| Amistoso  | 15-05-1985 | El Campín, Bogotá                | Colombia            | 1-0       |

## Palmarés

### Tïtulos regionales
| Título              | Equipo        | Liga               | Año  |
| ------------------- | ------------- | ------------------ | ---- |
| Taça Guanabara      | Flamengo      | Federação Carioca  | 1970 |
| Baiano              | Vitória       | Federação Bahiana  | 1972 |
| Taça Guanabara      | Fluminense    | Federação Carioca  | 1975 |
| Carioca             | Fluminense    | Federação Carioca  | 1975 |
| Carioca             | Fluminense    | Federação Carioca  | 1976 |
| Início              | Botafogo      | Federação Carioca  | 1977 |
| Gaúcho              | Internacional | Federação Gaúcha   | 1981 |
| Gaúcho              | Internacional | Federação Gaúcha   | 1984 |
| Campeonato Paulista | São Paulo     | Federação Paulista | 1981 |

### Títulos nacionales
| Título              | Equipo        | País   | Año  |
| ------------------- | ------------- | ------ | ---- |
| Primera División    | Internacional | Brasil | 1979 |
| Trofeo Heleno Nunes | Internacional | Brasil | 1984 |

### Títulos internacionales
| Título                | Equipo | Sede  | Año  |
| --------------------- | ------ | ----- | ---- |
| Copa Intercontinental | Grêmio | Tokio | 1983 |

### Distinciones individuales
| Título        | Equipo        | País   | Año  |
| ------------- | ------------- | ------ | ---- |
| Bola de Plata | Vitória       | Brasil | 1973 |
| Bola de Plata | Vitória       | Brasil | 1974 |
| Bola de Plata | Internacional | Brasil | 1980 |
| Bola de Plata | Internacional | Brasil | 1981 |